# The Hound of the Baskervilles (filme de 1939)
The Hound of the Baskervilles é um filme americano de 1939, do gênero aventura dirigido por Sidney Lanfield. É mais um caso do detetive Sherlock Holmes, da série de cinema com o ator Basil Rathbone interpretando o famoso detetive. Roteiro de Ernest Pascal, baseado na história The Hound of the Baskervilles (br. O Cão dos Baskervilles )de Arthur Conan Doyle. Foi o primeiro filme da dupla de atores Rathbone-Bruce que interpretou Sherlock Holmes e Doutor Watson.

## Sinopse
Uma das adaptações desta obra de Arthur Conan Doyle e a primeira aparição de Basil Rathbone no papel de Sherlock Holmes. Uma lendária maldição envolvendo um cão sobrenatural assola a família Baskerville há gerações, e Sherlock Holmes é chamado para resolver o mistério.

## Elenco
- Richard Greene ... Sir Henry Baskerville
- Basil Rathbone... Sherlock Holmes
- Wendy Barrie... Beryl Stapleton
- Nigel Bruce... Dr. Watson
- Lionel Atwill... James Mortimer, M.D.
- John Carradine... Barryman
- Barlowe Borland... Frankland
- Beryl Mercer... Sra. Jennifer Mortimer
- Morton Lowry... John Stapleton
- Ralph Forbes... Sir Hugo Baskerville
- E.E. Clive... Cabby
- Eily Malyon... Sra. Barryman
- Lionel Pape... Coroner
- Nigel De Brulier... Convict (como Nigel de Brulier)
- Mary Gordon... Sra. Hudson